# Francisco Flores del Campo
Francisco Flores del Campo (Santiago, 16 de febrero de 1907-ibídem, 11 de diciembre de 1993) fue un compositor, instrumentista y actor chileno, considerado uno de los compositores más relevantes de la música popular chilena del siglo XX. Ganó la competición folclórica del Festival Internacional de la Canción de Viña del Mar en 1964 con la tonada «Qué bonita va», interpretada por el grupo Los Huasos Quincheros.

## Biografía
Inició su aprendizaje musical en 1923, cuando empezó a estudiar canto con el profesor Claudio Massuetto. En 1929 obtuvo una beca de la Municipalidad de Viña del Mar para estudiar en los Estados Unidos, lugar donde residió por ocho años. Allí, inició una carrera cinematográfica, actuando en un rol menor en la película El día que me quieras, junto a Carlos Gardel; paralelamente actuó en diversos hoteles y clubes nocturnos de Nueva York y Los Ángeles. Con estas experiencias regresó a Chile en 1939, siendo protagonista de una de las primeras producciones cinematográficas nacionales, Romance de medio siglo (Chilefilms), y posteriormente director artístico del Casino Municipal de Viña del Mar.
Una afección de garganta le impidió seguir en el canto, pero ello le permitió dedicar todas sus energías a la composición musical, en lo que fue prolífico. De las 150 obras registradas que posee, muchas de ellas han sido grabadas con éxito.
Una de sus obras más conocidas es la musicalización de la obra La pérgola de las flores de la autora chilena Isidora Aguirre, una comedia musical estrenada en 1960, y ambientada en Santiago a fines de la década de 1920. Compuso la música en función de los ritmos en boga de aquellos años, agregando a ello melodías provenientes de la música folclórica chilena. De este modo, incorporó ritmos como el charleston, el vals (Yo vengo de San Rosendo o Campo lindo), cuecas (La revuelta), el tango-habanera (Je suis Pierre) y la tonada (Tonada de medianoche).

### La pérgola de las flores

#### Síntesis

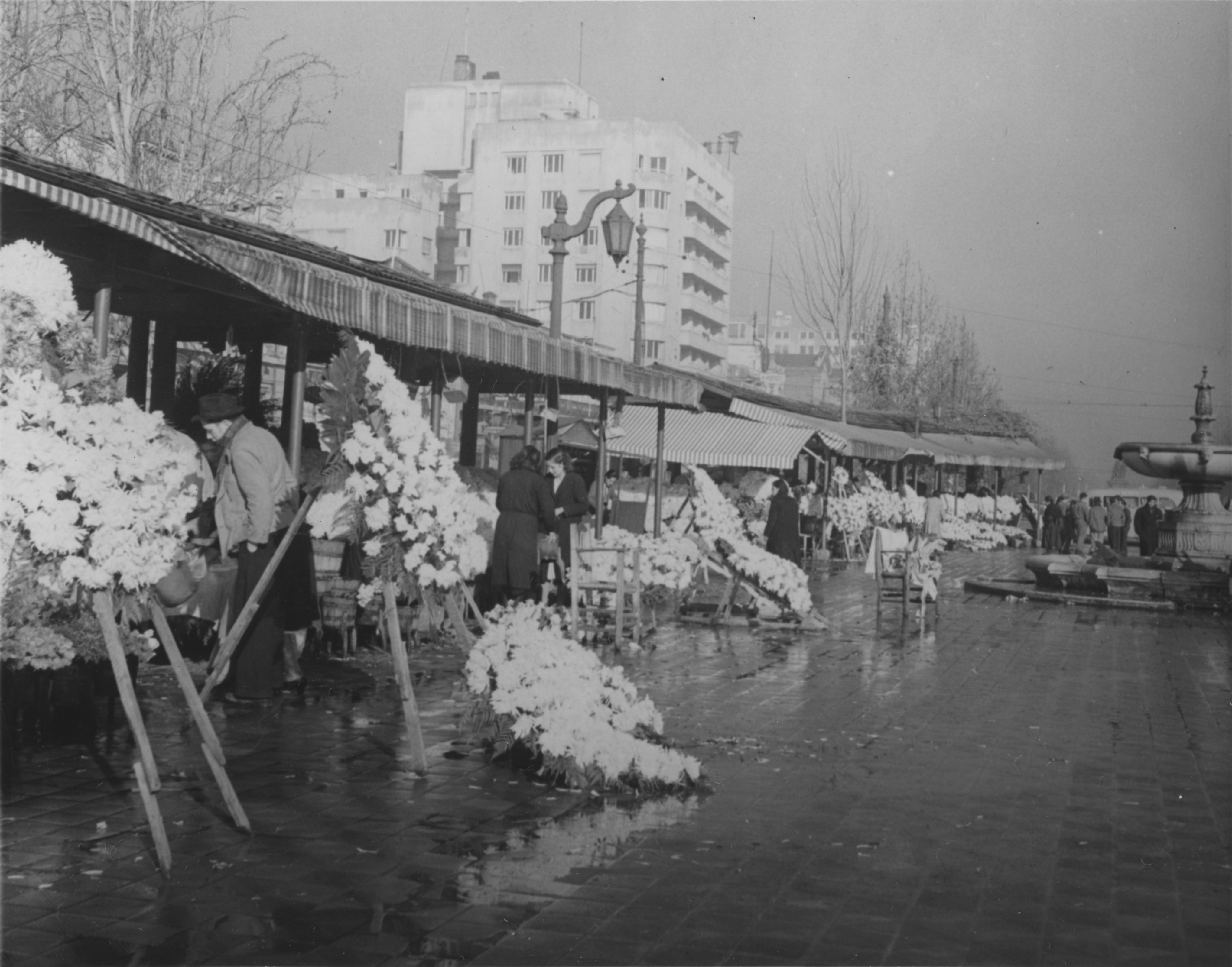
La Pérgola de las Flores frente a la Iglesia de San Francisco (Santiago de Chile)

Considerada por muchos la obra teatral y musical más importante a través de la historia del país, La pérgola de las flores  introdujo el contenido social en su trama por medio de la exposición de hechos supuestamente acaecidos en las primeras décadas del siglo XX. Isidora Aguirre construyó una trama que intentó plasmar la identidad urbana chilena de aquel entonces.
Quien primero tuvo la idea de escribir sobre un mercado de flores fue Domingo Tessier, quien por el año 1956 le propuso componer una comedia musical sobre esa temática al director Eugenio Guzmán, al compositor Francisco Flores del Campo y a la dramaturga Isidora Aguirre. La idea no fructificó en aquel entonces básicamente por la negativa de esta última, quien no se sintió preparada para asumir ese importante desafío. Durante los siguientes años, el argumento se le encargó a los dramaturgos Sergio Vodanović y Santiago del Campo (dramaturgo) e incluso se intentó, el año 1958, presentarla por el Teatro Experimental de la Universidad de Chile, pero tampoco se consiguió hasta que, por fin, en enero de 1959, el Teatro de Ensayo de la Universidad Católica, dirigido por Eugenio Dittborn, decidió presentar la comedia musical. Con la música ya compuesta por Francisco Flores del Campo, se recurrió nuevamente a Isidora Aguirre para que escribiera el argumento definitivo, quien esta vez accedió. La dirección le fue concedida a Eugenio Guzmán. Así fue como el 9 de abril de 1960 , luego de meses de ensayo y preparación, se estrenó La pérgola de las flores en la sala Camilo Henríquez. El papel principal, "Carmela", fue representado por Carmen Barros; en el elenco figuraron Ana González (actriz), Silvia Piñeiro y Hernán Letelier. Esa primera función, exhibida para las propias floristas, ya instaladas en la ribera del Río Mapocho, fue el inicio de un verdadero fenómeno teatral y musical, plasmado en la representación constante de la obra durante todo un año, algo nunca antes visto en la historia del teatro en Chile.
El trabajo de composición de esta obra tomó más de un año. Su música fue eminentemente popular, a pesar de la formación ilustrada, académica y universitaria del compositor. Bajo el estilo de comedia musical y desde el prisma de un contenido histórico, su intención final fue dirigirla al público masivo. Por ello sus melodías eran simples y pegajosas, con personajes fácilmente identificables con lo cotidiano.
La temática propuesta por Isidora Aguirre se remonta al año 1929. No teniendo los acontecimientos una veracidad histórica absoluta, la obra quiso representar un elemento propio del período: la migración campo-ciudad, ejemplificado en la Carmela. Por otro lado, la juventud que aparece en la obra muestra el apoyo a las floristas contra la demolición del lugar, representando así la agitación estudiantil vivida en aquel entonces. Asimismo, la postura militante y combativa de las floristas en la defensa de su lugar de trabajo, en contradicción con las posiciones de la clase alta representada por el alcalde y su mujer, o la postura tecnócrata utilitaria (arquitecto Valenzuela), dan cuenta de los reales conflictos sociales que vivía Chile. Bajo el prisma de una escenificación en tono de comedia y una musicalización liviana, la obra sirve para comprender la realidad social que vivía Chile, y particularmente Santiago en las primeras décadas del siglo XX.